# Dailymotion
Dailymotion (колоквијално Дејлимоушн) је француска технолошка платформа за дељење видеа у власништву Вивендија.  Северноамерички партнери за лансирање били су Vice Media, Блумберг и Hearst Digital Media.  Доступан је широм света на 183 језика и 43 локализоване верзије које садрже локалне почетне странице и локални садржај.

## Историја
У марту 2005. године, Бењамин Бејбаум и Оливиер Појтреј су основали веб локацију, удруживши 6.000 евра (9.271 амерички долар) од шест појединаца да би га покренули.  У септембру 2006 је прикупио средства у сарадњи са Атлас Вентурс и Партек Интернационал. Прикупили су 7 милиона евра, што се сматрало највећим средствима прикупљеним у 2006. од француског Веб 2.0. У октобру 2009, француска влада је инвестирала преко Стратешког инвестиционог фонда . Дана 25. јануара 2011, Оранж је купио 49% удела за 62 евра милиона, процењујући компанију на 120 евра милиона. 
Дана 10. јануара 2013. Оранж је купио преосталих 51% за 61 милион евра.  Дана 2. маја 2013. или приближно тог датума, француска влада је блокирала Јаху-ово стицање већинског удела. 
Дана 25. фебруара 2014, Оранж је открио да је у разговорима са Макрософтом о договору који би могао да омогући да се прошири на америчко тржиште. У интервјуу локалној телевизијској станици у Барселони Стефан Ришар, извршни директор компаније Оранж, рекао је да постоји "велика нада" да ће се постићи договор. Сваки договор би омогућио да Оранж задржи већинско власништво. Ричард је рекао да је његова компанија у преговорима и са другим потенцијалним партнерима са циљем да прошири међународну привлачност, али је рекао да су разговори са другима више у вези са садржајем. 
У 2015, Вивенди је купио 80% удела.  Вивенди је повећао своје власништво на 90% тог септембра. 
У септембру 2020, удружио са Ми Видео, глобалном видео апликацијом коју је развио Шаоми.  Партнерство ће помоћи Ми Видео-у да повећа свој ангажман са својом публиком и настави свој замах раста. Корисницима Ми Видеа биће омогућен приступ глобалним и регионалним каталозима музике, забаве, спорта и вести. 
Одељак за коментаре је у потпуности уклоњен отприлике 2018. године, а бројач прегледа је уклоњен средином 2021. Од 1. до 2. јуна 2022. уклоњен је режим приказа слика у слици који је омогућавао прегледање сајта док се пушта видео у доњем десном углу екрана.

## Глобалне локације
Седиште се налази у 17. арондисману Париза.  Зграда од 10 спратова има 6000 м² простора, са 5000 м² заузимају канцеларије.  Раније је седиште компаније било у 18. арондисману.  своје физичко присуство је почео да шири на међународном нивоу 2007. године, када је компанија отворила своју канцеларију у Њујорку . Од тада су отворене канцеларије у Лондону (2009), Сан Франциску (2011), Сингапуру (2014) и Абиџану (2016).
2017. године је проширено присуство у САД најавом неколико кључних извршних именовања. 
Доступан је у 44 земље и области укључујући: Аргентину, Аустралију, Аустрију, Белгију, Бразил, Канаду, Колумбију, Хрватску, Чешку, Данску, Финску, Француску, Немачку, Грчку, Хонг Конг, Мађарску, Индију, Индонезију, Ирску, Израел, Италија, Јапан, Литванија, Малезија, Мексико, Холандија, Нови Зеланд, Норвешка, Филипини, Пољска, Португал, Румунија, Сингапур, Словачка, Словенија, Јужна Африка, Јужна Кореја, Шпанија, Шведска, Швајцарска, Тајван, Тајланд, Сједињене Америчке Државе Краљевине и Сједињених Држава.

## Блокирање
Дејлимојшн је забрањен у Индији у мају 2012,  али је следећег месеца Индија деблокирала приступ сајтовима за дељење видеа и датотека. Високи суд у Мадрасу је променио своју ранију наредбу, објашњавајући да би требало блокирати само одређене УРЛ адресе које садрже незаконито копиран садржај, а не читаве веб странице.  Поново је забрањен у Индији у децембру 2014, због забринутости владе да би сајт могао да хостује видео снимке који се односе на критику ИСИС -а индијске владавине у Кашмиру.  Међутим, 31. децембра 2014. Сајт је поново деблокиран у Индији.  
Дејлимојшн је забрањен у Казахстану од августа 2011. 
Дејлимојшн је блокиран у Русији због поновљених кршења руског закона о ауторским правима. 
Дејлимојшн је такође блокиран у Кини и Северној Кореји.

## Ауторска права
У јуну 2007. године, Виши суд у Паризу прогласио је сајт одговорним за кршење ауторских права . Судије су сматрале да је Дејлимојшн провајдер хостинга, а не издавач, али да мора бити одговоран за кршење ауторских права, пошто је био свестан присуства нелегалног садржаја на свом сајту. Такав незаконит садржај може бити материјал заштићен ауторским правима који корисници Дејлимојшн-а постављају на Дејлимојшн. Судије су сматрале да је Дејлимојшн био свестан да су нелегални видео снимци стављени на интернет на његов сајт, и да стога мора да одговара за радње кршења ауторских права, пошто је намерно дао корисницима средства за извршење дела кршења. 
У децембру 2014, Дејлимојшн је кажњен са 1,3 евра милиона. Апелациони суд у Паризу утврдио је да је сајт прекршио ауторска права француске телевизијске станице ТФ1 и информативног канала ЛЦИ . Суд је пресудио да Дејлимојшн није предузео мере против корисника који су илегално постављали ТФ1 садржај на мрежи. 
Према речима Гијома Клемента, директора за производе и технологију, од 2017. компанија користи комбинацију људских курора и аутоматизованих алата како би осигурала да су права носиоца ауторских права заштићена на дестинацији, и да је у стању да уклони сумњив или незаконит садржај у року од два сата. 
Дејлимојшн је трајно блокиран у Русији од јануара 2017. године, јер је Московски градски суд пресудио да сајт више пута крши руски закон о ауторским правима обезбеђивањем приступа илегалном ТВ садржају. 